# Minsk Hurricanes
I Minsk Hurricanes sono una squadra di football americano di Minsk, in Bielorussia, fondata nel 2018.

## Dettaglio stagioni

### Tornei nazionali

#### Campionato

##### Campionato bielorusso
| Stagione | regular season | regular season | regular season | regular season | regular season | regular season | playoff | playoff | playoff | playoff | playoff | playoff    | playoff       |
|          | Vin            | Par            | Per            | Tot            | PF             | PS             | Vin     | Per     | Tot     | PF      | PS      | risultato  | avversaria    |
| -------- | -------------- | -------------- | -------------- | -------------- | -------------- | -------------- | ------- | ------- | ------- | ------- | ------- | ---------- | ------------- |
| 2018     | 2              | 0              | 1              | 3              | 75             | 84             | 1       | 1       | 2       | 49      | 21      | Finale     | Minsk Litwins |
| 2019     | 2              | 0              | 1              | 3              | 71             | 48             | 0       | 1       | 1       | 14      | 22      | Semifinale | Minsk Moose   |
| Totale   | 4              | 0              | 2              | 6              | 146            | 132            | 1       | 2       | 3       | 63      | 43      |            |               |

Fonti: Enciclopedia del Football - A cura di Roberto Mezzetti

### Tornei internazionali

#### Continental Football League
| Stagione | regular season | regular season | regular season | regular season | regular season | regular season | playoff | playoff | playoff | playoff | playoff | playoff    | playoff                       |
|          | Vin            | Par            | Per            | Tot            | PF             | PS             | Vin     | Per     | Tot     | PF      | PS      | risultato  | avversaria                    |
| -------- | -------------- | -------------- | -------------- | -------------- | -------------- | -------------- | ------- | ------- | ------- | ------- | ------- | ---------- | ----------------------------- |
| 2018     | -              | -              | -              | -              | -              | -              | 0       | 1       | 1       | 6       | 45      | Semifinale | Sankt Petersburg North Legion |
| Totale   | -              | -              | -              | -              | -              | -              | 0       | 1       | 1       | 6       | 45      |            |                               |

Fonti: Enciclopedia del Football - A cura di Roberto Mezzetti

#### Monte Clark Arena Cup
| Stagione | regular season | regular season | regular season | regular season | regular season | regular season | playoff | playoff | playoff | playoff | playoff | playoff     | playoff        |
|          | Vin            | Par            | Per            | Tot            | PF             | PS             | Vin     | Per     | Tot     | PF      | PS      | risultato   | avversaria     |
| -------- | -------------- | -------------- | -------------- | -------------- | -------------- | -------------- | ------- | ------- | ------- | ------- | ------- | ----------- | -------------- |
| 2020     | 0              | 0              | 2              | 2              | 30             | 39             | 0       | 1       | 1       | 6       | 13      | Sesto posto | Podolsk Vityaz |
| Totale   | 0              | 0              | 2              | 2              | 30             | 39             | 0       | 1       | 1       | 6       | 13      |             |                |

Fonti: Enciclopedia del Football - A cura di Roberto Mezzetti

### Riepilogo fasi finali disputate
| Anno              | Luogo           | Evento                                      | Fase del torneo      | Incontro                                         | Risultato |
| 14 luglio 2018    | Minsk           | Campionato bielorusso di football americano | Finale               | Minsk Litwins - Minsk Hurricanes                 | 21 - 7    |
| 15 settembre 2018 | San Pietroburgo | Continental Football League                 | Semifinale           | Sankt Petersburg North Legion - Minsk Hurricanes | 45 - 6    |
| 14 settembre 2019 | Minsk           | Campionato bielorusso di football americano | Semifinale           | Minsk Moose - Minsk Hurricanes                   | 22 - 14   |
| 1º marzo 2020     | Minsk           | Monte Clark Arena Cup                       | Finale 5º - 6º posto | Minsk Hurricanes - Podolsk Vityaz                | 6 - 13    |